# إدوارد كيلي
إدوارد كيلي، ويعرف أيضاً باسم إدوارد تالبوت (1 أغسطس 1555 – 1597) كان إنجيليزيا مدان بالإجرام وكان يدعي الوساطة الروحية، وعرف بعمله مع الرياضياتي الشهير جون دي في تحقيقاته السحرية. وفوق ذلك، إدعى أن لديه القدرة على استحضار الأرواح والملائكة من خلال كرة كرستالية، وادعى أيضاً امتلاكه القدرة على تحويل النحاس إلى ذهب.